# جون دبليو. لويس
جون دبليو. لويس (بالإنجليزية: John W. Lewis)‏ هو محامي وقاضي وسياسي أمريكي، ولد في 14 أكتوبر 1841 في غرينسبورج في الولايات المتحدة، وتوفي في 20 ديسمبر 1913 في فورت وورث في الولايات المتحدة. حزبياً، نشط في الحزب الجمهوري. وقد انتخب عضو مجلس النواب الأمريكي.